# Napomyza annulipes
Napomyza annulipes este o specie de muște din genul Napomyza, familia Agromyzidae. A fost descrisă pentru prima dată de Johann Wilhelm Meigen în anul 1830. Conform Catalogue of Life specia Napomyza annulipes nu are subspecii cunoscute.